# اس‌تی‌اس-۶۱
اس‌تی‌اس-۳۱ (انگلیسی: STS-31) یکی از ماموریت‌های برنامه شاتل‌های فضایی بود که در تاریخ ۲ دسامبر ۱۹۹۳ از پایگاه فضایی کندی به فضا پرتاب شد. این ماموریت حدوداً ۱۱ روزه توسط شاتل اندور انجام گرفت و هدف اصلی آن تعمیرات تلسکوپ فضایی هابل بود.
در ۲ دسامبر ۱۹۹۳، شاتل فضایی Endeavour خدمه ای هفت نفره را برای تعمیر هابل (به دلیل نصب نادرست آینه اصلی تلسکوپ) در طول پنج روز پیاده روی فضایی به پرواز درآورد. دو دوربین جدید، از جمله دوربین سیاره‌ای میدان گسترده 2 (WFPC-2) که بعداً بسیاری از مشهورترین عکس‌های هابل را گرفت، در حین تعمیر نصب شدند. در دسامبر ۱۹۹۳، اولین تصاویر جدید از هابل به زمین رسید. غیرممکن بودن تعویض و تعمیر آینه اصلی که تصاویر را ناواضح ارسال می‌کرد باعث شد دانشمندان و فضانوردان اقدام به تعویض دوربین‌ها کنند.